# Players Championship de 2008
O Players Championship de 2008 foi a trigésima quinta edição do Players Championship, realizada entre os dias 8 e 11 de maio no PC Sawgrass de Ponte Vedra Beach, na Flórida, Estados Unidos.
O torneio foi vencido pelo espanhol Sergio García, que conquistou a maior vitória de sua carreira num playoff de "morte súbita" contra o norte-americano Paul Goydos.

## Local do evento
Esta foi a vigésima sétima edição realizada no campo do Estádio TPC Sawgrass, em Ponte Vedra Beach, Flórida.